# Sistema sanitario del Liechtenstein

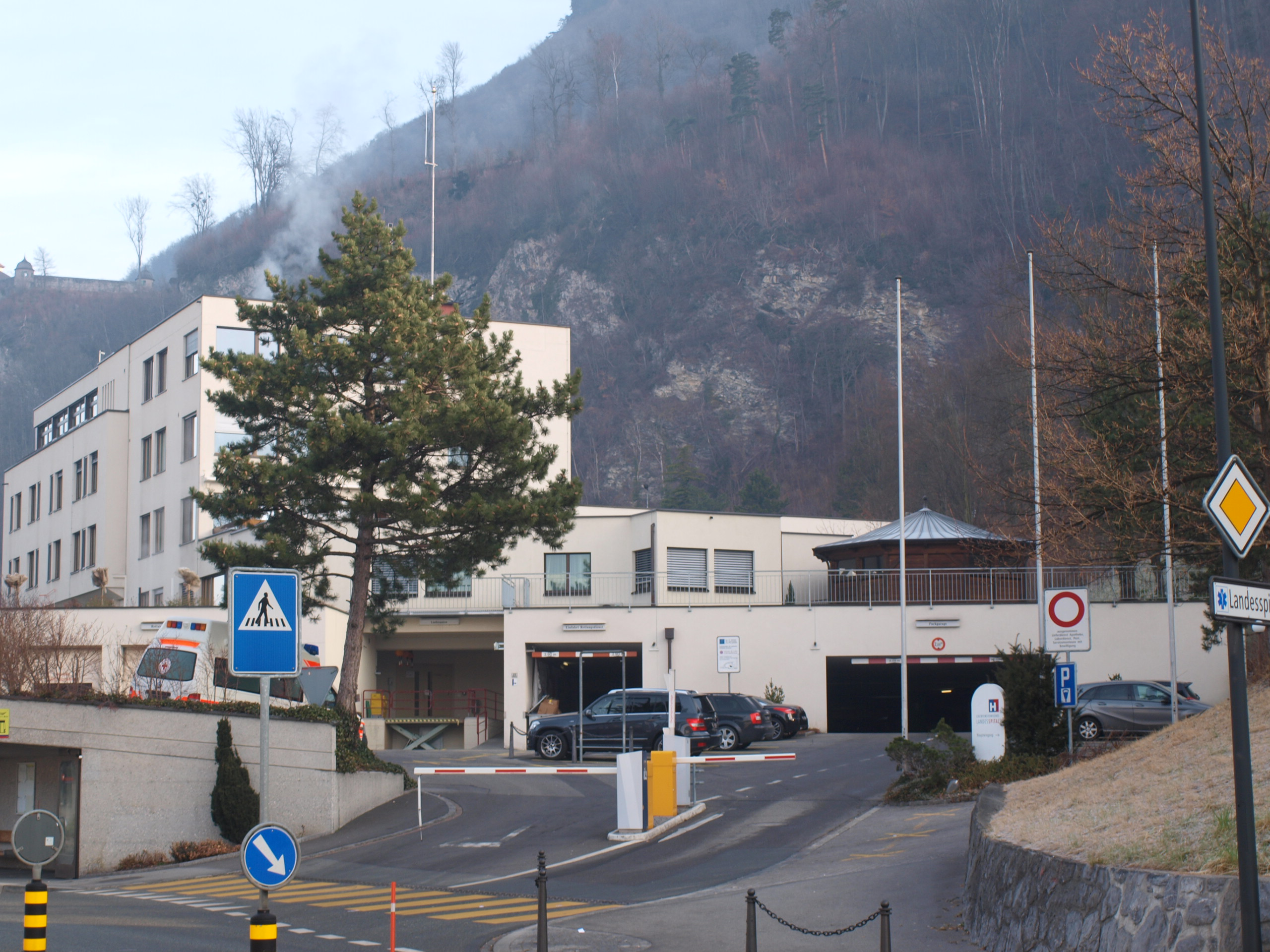
L'Ospedale Nazionale del Liechtenstein a Vaduz

Il sistema sanitario del Liechtenstein è un sistema sanitario universale con elementi decentralizzati e libero di mercato attraverso un sistema di assicurazione obbligatoria che ogni residente del paese deve avere, in un modello simile a quello della vicina Svizzera.
Ogni cittadino deve acquistare un'assicurazione OKP da una società registrata presso il governo, che copre senza spese aggiuntive un medico di medicina generale e, con una franchigia, i trattamenti in Svizzera e Austria. L'assicurato paga tutto ciò che non è coperto dall'assicurazione, che è finanziata in parte dallo Stato e in parte da un fondo pagato dal datore di lavoro.
Il Liechtenstein ha un ospedale nazionale a Vaduz, che offre assistenza gratuita anche per chi non è assicurato, e dove lavorano anche medici privati. Ci sono anche 64 medici nel Paese, tra cui medici di base e specialisti, e 26 dentisti, che non sono coperti dall'assicurazione base. Per le malattie più gravi o per le fratture difficili, i pazienti sono trasferiti in Austria o in Svizzera.
Nel Principato l'aborto è fortemente limitato e possono essere puniti penalmente sia i medici che lo praticano sia le donne che lo richiedono, è dunque necessario l'espatrio per praticarlo.